# Facultad de Ciencias de la Administración (UNER)
La Facultad de Ciencias de la Administración es una de las nueve facultades de la Universidad Nacional de Entre Ríos. Se encuentra ubicada en la ciudad de Concordia, provincia de Entre Ríos, Argentina. 

## Carreras

### De grado
- Contador público
- Licenciatura en Ciencias de la Administración
- Licenciatura en Sistemas
- Profesorado en Portugués
- Licenciatura en Turismo

### De pregrado
- Programador de Sistemas
- Tecnicatura en Turismo

### De posgrado
- Especialización en gestión de la innovación y vinculación tecnológica
- Especialización en gestión de las PyMEs
- Maestría en Sistemas de Información
- Especialización en Impuestos

## Autoridades
Las actuales autoridades son:
- Decano: Cr. Raúl  A. Mangia
- Vicedecano: Cr. Miguel A. Fernández a cargo de la Secretaría de Ciencia y Técnica
- Secretario Académico: Lic. Gustavo Leonardi
- Secretario Administrativo: Lic. Javier Coulleri
- Secretaria de Extensión Universitaria: Lic. Pamela I. Velich
- Secretario de Consejo Directivo: Abg. Francisco D. Victorio